# ISO 3166-2:AW
Die zur Kennzeichnung geografischer Einheiten dienende Liste der ISO 3166-2-Codes für  Aruba enthält ausschließlich den Code für  Aruba. Es existieren keine weiteren Unterteilungen.

Dieser Code besteht nur aus einem Teil. Dieser gibt den Code gemäß ISO 3166-1 (für  Aruba AW) wieder.
Die aktuellen Codes stehen auf der Seite der ISO unter #iso:code:3166:AW zur Verfügung.

Seit der Aktualisierung 2011 gilt für Aruba parallel der Code NL-AW in ISO 3166-2:NL für die Niederlande.